# Enrique Iturriaga
Enrique Iturriaga Romero (født 3. april 1918 i Lima, Peru - død 23. november 2019) var en peruviansk komponist, professor, pianist, rektor, lærer og musikkritiker.
Iturriaga studerede komposition, musikteori og klaver på National Conservatory of Music (1945-1950). Han studerede herefter i Paris hos Arthur Honegger. Iturriaga har skrevet en symfoni, orkesterværker, kammermusik, vokalmusik, korværker, klaver stykker etc. Han var professor og lærer i komposition på National Conservatory of Music, og senere ledende rektor (1999). Han hører til de vigtige og betydningsfulde komponister i Peru sammen med bl.a. Celso Garrido Lecca. Iturriaga var musikkritiker på avisen El Comercio i Lima. (1953-1960). Hans stil som komponist balancerede mellem traditionelle og moderne tendenser, som leder hen på Pjotr Ilítj Tjajkovskij, Bela Bartok og Igor Stravinskij. Iturriaga var med til at fremme klassisk musik i Peru. Han døde 101 år gammel i Lima i 2019.

## Udvalgte værker
- Symfoni - "Junin og Ayacucho 1824" (1974) - for orkester
- "Hyldest til Stravinskij" (1971) - for orkester
- "Proklamation og dans" (1948) - for klaver
- "Rolandos sang og død" (1947) - for orkester
- "Bakkerne" (19?) - for kor
- "Erfaringer" (1965) - for orkester